# Поручик Галицин
„Поручик Галицин“ (на руски: Пору́чик Голи́цын) е руска песен, една от най-известните т. нар. „белогвардейски песни“.
Не се знае дали личността, за която се пее, е реално съществувала или е измислен литературен герой. Авторството на текста се приписва на Георги Гончаренко (Юри Галич).

## Биография на прототипа на песента
Княз Константин Александрович Голицин се ражда през 1893 г. в семейство на известни държавници и винопроизводители в Русия.
Константин Александрович Голицин влиза в Доброволческата армия, където е с чин капитан (не поручик – както е в песента) командва отряд от бивши гвардейци на императорското семейство. От запазани архивни документи е известно, че той служи в кавалерията заедно с корнет Оболенски, а събитията от началото на 1918 г. го заварват с неговия ескадрон в Донските степите, като участник във войната срещу болшевиките (този епизод от живота на княза описва и песента). През август 1919 г. бойния отряд на княз Голицин е сред първите, които влизат в Киев, който се защитава от Червената армия на болшевиките. В края на събитията обаче белите загубват битката и града. Голицин се завръща в Киев отново през лятото на 1920 г., но вече като военнопленник, заловен близо до Одеса. По това време е провеждана и Полско-съветската война (1920), а Червената армия изпитва остър недостиг на кадрови команден състав. Князът поради богатия си боен опит отново е изпратен на фронта. В края на Гражданската война в Русия Голицин се завръща в Киев. Там жени се и е назначен на съветска служба. Процесът на разследване по обвинения в контрареволюционната дейност на Галицин бил съхраняван в архивите на Комитета за държавна сигурност на Украинската ССР около шестдесет години под № 1919 / AS-91 и е декласифициран като секретен заедно с други архивни документи от службата за сигурност в Украйна.
В рхивите е показано, че Голицин е арестуван през нощта, през януари 1931 г., по делото „Весна“. Резолюцията, нареждаща екзекуцията на Константин Голицин е издадена на 20 април 1931 г. Застрелян е единадесет дни по-късно, заедно с други известни личности на бялото движение. Точното място на гроба на му е неизвестно, тъй като офицерите, застреляни в случая на „Весна“, са погребани в масови гробове в гробището Лучанока.
Поручик Галицин става известен благодарение на песента на Георгий Гончаренко (Юри Галич), автор на текста, който вероятно е познавал лично княза. Според една от версиите песента е химн на белогвардейската емиграция от началото на ХХ век, за което обаче липсват доказателства.

## Биография на Юрий Гончаренко-Галич
Годината 1940 става трагична за Юрий Гончаренко-Галич, като съветски емигрант в Латвия. През декември е извикан в НКВД в столицата. Два дни по-късно, на 12 декември 1940 г., Юрий Гончаренко-Галич се самоубива. Погребан в Рига на Покровското гробище. Според неофициална биография на Гончаренко той емигрира в Истанбул, след това стига до Владивосток където е зачислен в резерва на сухопътните и морските сили на Временното правителство в Приамурската земска управа. Когато на Далечния изток е установена власт на Съветите, през Китай Гончаренко отива до Прибалтика. В град Рига работи във вестник, като съдия в хиподрум и като кавалерийски инструктор. На 12 декември 1940 г. Латвия влиза в състава на Съветския съюз. Гончаренко се самоубива, след като получава призовка от НКВД.

## Избушка
Романсът „Избушка“ става известен в музикалните среди, във времето на тридесетте години на XX век и може би по-рано. Мелодията и е като тези на песента „Поручик Галицин“. От това може да се направи извод, че дори ако песента „Поручик Галицин“ не е, както много почитатели смятат, истинска емигрантска песен, а само неин кавър от 60-те и 70-те години, тогава оригиналното в този кавър са само думите и се взема вече съществуваща музика.

## Изпълнители
- Михаил Гулко
- Аркадий Северни